# Верхние Ураспуги
Верхние Ураспуги (тат. Югары Урысбага) — деревня на правобережной, Нагорной стороне Зеленодольского района Республики Татарстан. Входит в Нижнеураспугинское сельское поселение.

## География
Расположена в 1,5 км от реки Бува, в 25 км к юго-западу от города Зеленодольска.

## История
Известна с периода Казанского ханства. В XVIII — первой половине XIX века жители относились к сословию государственных крестьян (из бывших служилых татар), около 24% числились крещёными. Основные занятия жителей в этот период — земледелие и разведение скота, был распространён мукомольный промысел.
Согласно «Спискам населённых мест Российской империи» по состоянию на 1859 год в казённой деревне Верхние Ураспуги: 85 дворов крестьян, население — 304 души мужского пола и 289 женского, всего — 593 человека. Здание мечети.
В 1866 году была построена новая мечеть.
По сведениям переписи 1897 года, в деревне Верхние Ураспуги Свияжского уезда Казанской губернии проживали 778 человек (358 мужчин, 420 женщин), все мусульмане.
В начале XX века также действовали мектеб, 9 ветряных мельниц, 5 мелочных лавок. В этот период земельный надел сельской общины составлял 1735,9 десятины.
До 1920 года деревня входила в Косяковскую волость Свияжского уезда Казанской губернии. С 1920 года в составе Свияжского кантона ТАССР. С 14 февраля 1927 года в Нурлатском, с 1 февраля 1963 года в Зеленодольском районах.
В 1931 году в деревне был организован колхоз (с 1994 года коллективное предприятие, с 1998 года сельскохозяйственный производственный кооператив им. Тукая), с 2003 года в составе подразделения акционерного общества «Красный Восток Агро» (полеводство).

## Население
| 1782 | 1859 | 1897 | 1908 | 1920 | 1926 | 1938 | 1949 | 1958 | 1970 | 1989 | 2002 | 2010 | 2018 |
| ---- | ---- | ---- | ---- | ---- | ---- | ---- | ---- | ---- | ---- | ---- | ---- | ---- | ---- |
| 255  | 593  | 778  | 1170 | 1122 | 943  | 660  | 298  | 221  | 178  | 120  | 114  | 82   | 77   |

Национальный состав села — татары.